# Karsko (Przelewice)
Karsko (deutsch Schöningsburg) ist ein Wohnplatz in der Woiwodschaft Westpommern in Polen. Er gehört zur Gmina Przelewice (Gemeinde Prillwitz) im Powiat Pyrzycki (Pyritzer Kreis).

## Geographische Lage
Der Wohnplatz liegt in Hinterpommern, etwa 50 km südöstlich von Stettin und etwa 15 km östlich der Kreisstadt Pyrzyce (Pyritz).

## Geschichte
Aus vorgeschichtlicher Zeit stammen die Großsteingräber bei Schöningsburg. 
Schöningsburg wurde 1817 durch den Gutsherrn von Suckow a. d. Plöne, den Landrat August Peter von Schöning, angelegt. Bei der Regulierung der gutsherrlichen und bäuerlichen Verhältnisse (siehe Preußische Agrarverfassung) in Suckow traten die 17 Bauern von Suckow die Hälfte ihres Landes an die Gutsherrschaft ab. Zur Bewirtschaftung der übernommenen Flächen legte August Peter von Schöning zusätzlich zu seinem in Suckow bestehenden Rittergut einen neuen Gutsbetrieb an. Dieser, südöstlich von Suckow etwas außerhalb des Dorfes gelegen, erhielt durch Reskript des preußischen Ministeriums des Inneren vom 25. Juni 1817 den Ortsnamen „Schöningsburg“, nach der uradligen Besitzerfamilie Schöning. 
Schöningsburg wurde kommunalrechtlich und im Land- und Hypothekenbuch von Suckow getrennt und wurde ein eigener Gutsbezirk sowie ein eigener Grundsteuer-Erhebungsbezirk. Schöningsburg wurde ein Lehngut, konnte aber nicht in die Ritterguts-Matrikel aufgenommen werden, da es auf vormals bäuerlichen Flächen angelegt war.  
In der Mitte des 19. Jahrhunderts wurden in Schöningsburg 11 Einwohner gezählt. Das Gut umfasste 1535 Morgen Land, davon 1034 Morgen Ackerland. Bei der Volkszählung 1871 wurden 9 Einwohner in 2 Familien gezählt.
Schöningsburg blieb im Besitz der Familie Schöning, bis es 1932 zusammen mit den Gütern Suckow und Lübtow zwangsversteigert werden musste.
Vor 1945 bildete Schöningsburg einen Wohnplatz in der Landgemeinde Suckow a. d. Plöne und gehörte mit dieser zum Landkreis Pyritz in der preußischen Provinz Pommern.
1945 kam Schöningsburg, wie ganz Hinterpommern, an Polen. Es erhielt den polnischen Ortsnamen „Karsko“. Heute gehört es zur Gmina Przelewice (Gemeinde Prillwitz).

## Söhne und Töchter des Ortes
- Jürgen Piepenburg (1941–2025), deutscher Fußballspieler